# Annonina
Las Annoninas son un grupo de compuestos químicos clasificados como acetogeninas. Se encuentran en los extractos de las semillas de Annona. Algunas annoninas se utilizan como los ingredientes activos en insecticidas para controlar las Helicoverpa y otras plagas de orugas.

Estructura química de annonina I